# Eric Krüger

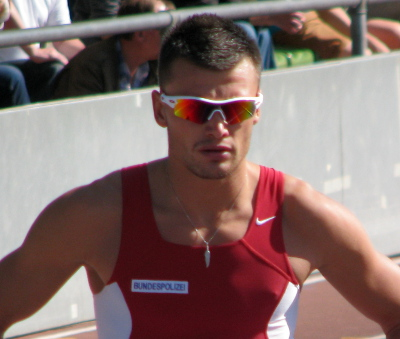
Eric Krüger beim Olympia-Qualifikationswettkampf 2012 in Mannheim

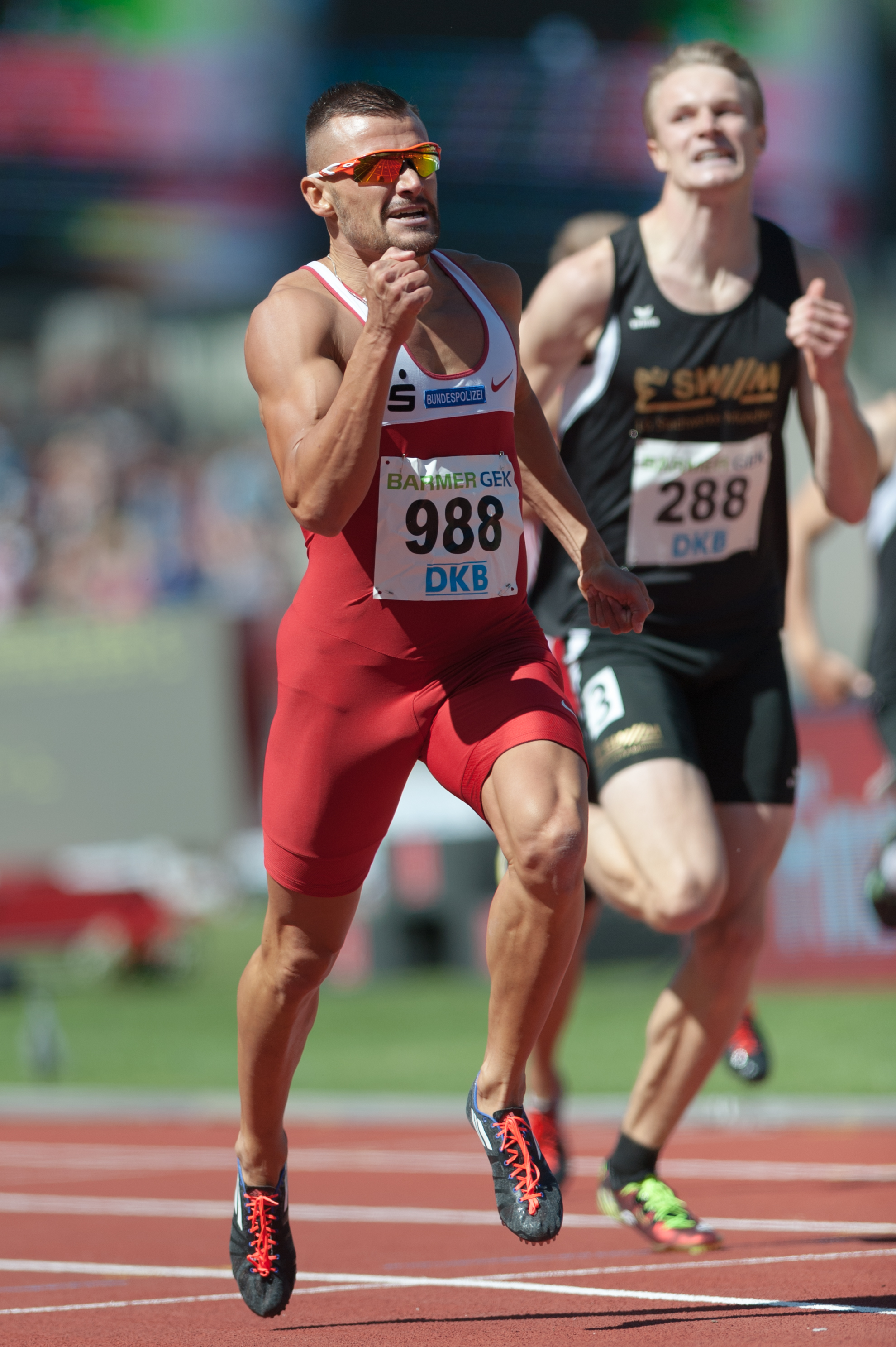
Eric Krüger bei den Deutschen Meisterschaften 2015 in Nürnberg

Eric Krüger (* 21. März 1988 in Oschatz, Bezirk Leipzig, DDR) ist ein ehemaliger deutscher Leichtathlet. Seine größten Erfolge waren Bronze mit der 4-mal-400-Meter-Staffel bei den Europameisterschaften 2012 und Platz elf im selben Jahr bei den Olympischen Spielen in London.
Eric Krüger begann seine Karriere beim Dresdner SC und wechselte 2009 zum SC Magdeburg, wo er bei Marco Kleinsteuber trainierte. Nach der Saison 2016 wechselte er zum LV 90 Erzgebirge und wurde dort von Tony Lester und Jörg Möckel trainiert.
Bei den Junioreneuropameisterschaften 2007 belegte Krüger in 46,49 s den dritten Platz im 400-Meter-Lauf, mit der 4-mal-400-Meter-Staffel belegte er den zweiten Platz. 2009 und 2010 belegte er jeweils den dritten Platz bei den deutschen Hallenmeisterschaften. Im Freien belegte er 2009 den vierten Platz und wurde 2010 Dritter hinter Kamghe Gaba und Thomas Schneider. 2011 belegte Krüger den zweiten Platz hinter Jonas Plass, 2012 und erneut 2015 gewann er den Titel, 2015 auch mit der Staffel des SC Magdeburg. 2014 und 2016 wurde er Deutscher Hallenmeister.
Seit 2009 gehörte Krüger auch im Nationaltrikot zur 4-mal-400-Meter-Staffel. Während er bei den Weltmeisterschaften 2009 das Finale verpasste, lief er 2011 nur im Vorlauf und wurde im Finale durch Miguel Rigau ersetzt. Bei den Europameisterschaften 2010 kam er im Finale für Jonas Plass in die Staffel, die den vierten Platz belegte. Auch bei den Europameisterschaften 2012 kam Krüger erst im Finale für Niklas Zender in die Staffel, die in der Besetzung Jonas Plass, Kamghe Gaba, Eric Krüger und Thomas Schneider die Bronzemedaille gewann; zuvor war er im Einzelwettbewerb in der zweiten Runde ausgeschieden.
Im Herbst 2017 beendete Krüger seine sportliche Karriere.
Eric Krüger ist seit 2008 bei der Bundespolizei.

## Persönliche Bestleistungen
- 200 m (Freiluft): 20,87 s, 7. Juli 2013 Ulm
- 400 m (Halle): 47,08 s, 21. Februar 2009, Leipzig
- 400 m (Freiluft): 45,77 s, 8. Juni 2013, Regensburg